# Poteau
Pour les articles homonymes, voir Poteau (homonymie).

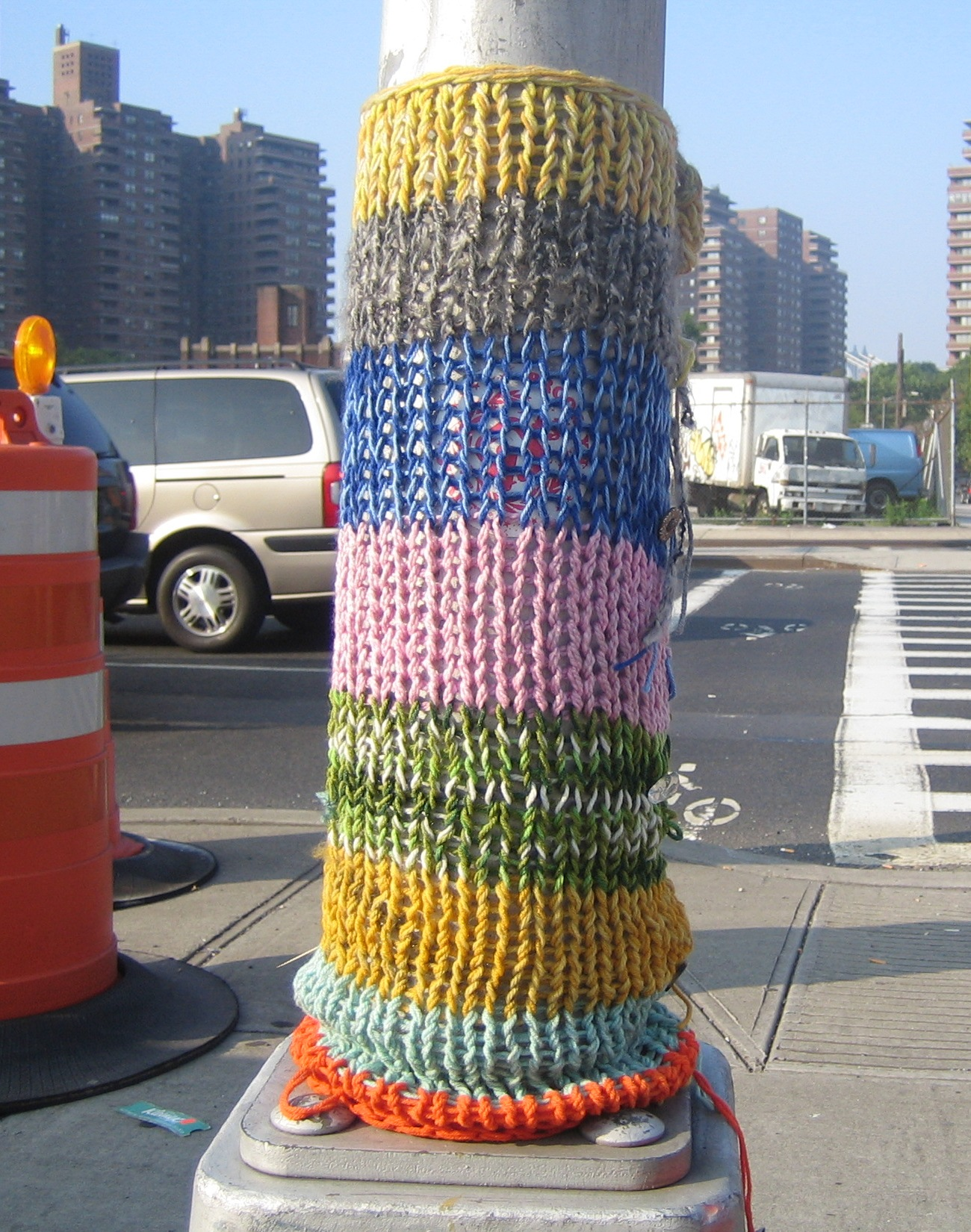
Réchauffeur de poteau à New York, fait par le collectif Knitta Please.

Un poteau est une tige droite, un organe de structure d'un ouvrage sur lequel se concentrent de façon ponctuelle les charges de la superstructure (par exemple via un réseau de poutres ou de dalles d'un niveau supérieur) et par lequel ces charges se répartissent vers les infrastructures de cet ouvrage (par exemple les fondations).
- Un élément de structure verticale de section rectangulaire ou approchante est appelé poteau ou s’il est maçonné il est historiquement dit pilier ; un poteau de section circulaire ou approchante sera appelé colonne. Du point de vue de la mécanique des structures, les poteaux sont des éléments verticaux soumis principalement à de la compression. Leur résistance est notamment limitée par le risque de flambage.
- Un petit poteau est appelé « chandelier » ou même « chandelle ».

## En charpente
Un poteau désigne toute pièce de bois posée debout, de quelque grosseur qu'elle soit. Ces poteaux prennent différents noms, suivant leur usage ou leur position :
- poteau ou pied cornier : poteau qui forme le côté d'un pan de bois ou l'encoignure de deux pans de bois, dans lequel sont assemblées les sablières de chaque étage ;
- poteau de fond : poteau qui, ayant une de ses extrémités posée sur le fondement, monte d'aplomb dans toute la hauteur d'un bâtiment ; c'est aussi, dans un pan de bois ou dans une cloison, le poteau dans lequel sont assemblées les sablières ;
- poteau d'huisserie : poteaux qui forment avec le linteau assemblé la baie d'une porte ;
- poteau de lucarne : poteau qui forme un des côtés de la baie d'une lucarne, et qui porte le chapeau ;
- poteau d'écurie : pièce de bois ronde d'environ 4 pouces de diamètre, servant à soutenir les barres de séparation entre les chevaux ou à recevoir l'assemblage des stalles ;
- poteau de remplissage : dans un pan de bois, celui qui au lieu de recevoir le tenon des sablières, est posé entre chacune d'elles, et y est assemblé ;
- poteau en décharge : poteau de pan de bois qui est posé obliquement entre deux autres ;
- poteau refeuillé : dans un pan de bois, le poteau qui forme le côté d'une baie et qui a une feuillure, c'est-à-dire une entaille pour recevoir la fermeture en menuiserie ;
- poteau de cintre : nom de la pièce posée debout portant l'entrait ;
- poteau en bois (plein bois ou bien fendu) de liaison pour clôture ;
- potelet d'appui et de linteau : petit poteau dans les pans de bois et cloisons, avec lesquels on garnit le dessous des appuis de fenêtre et le dessus des linteaux de porte ;
- potelet de chambrée : petits poteaux qui ont la hauteur des solives, et qui sont placés entre les deux sablières au droit de l'épaisseur des planchers ;
- colombage : petits poteaux de remplissage dans une cloison ;
- colombes : gros poteaux dont on se servait autrefois dans les cloisons ou pans de bois pour porter les poutres.

Un poteau de charpente est en bois ou métal.

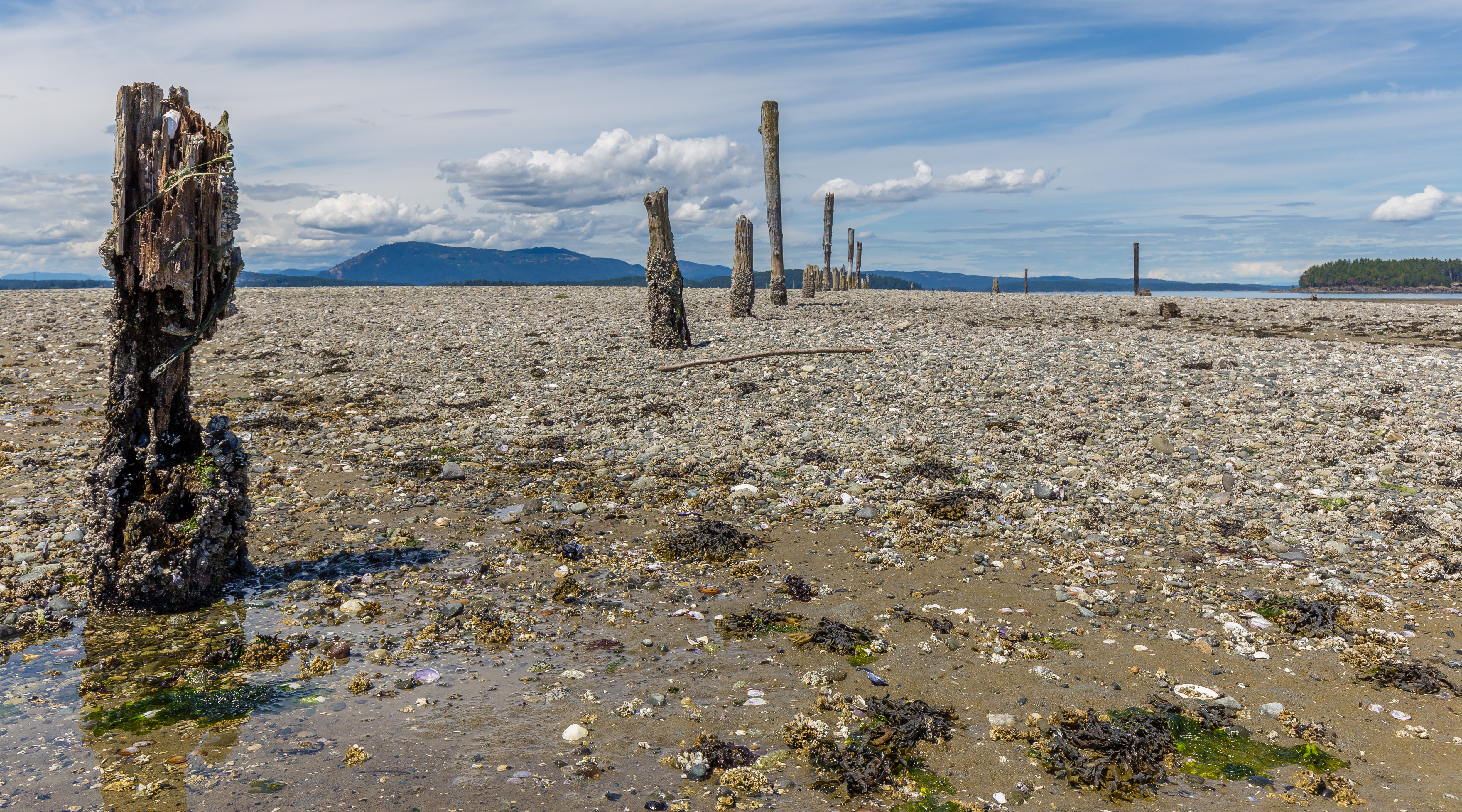
Poteaux en ruine d'un ancien quai, à marée basse, dans la réserve de parc national des Îles-Gulf au Canada (juin 2018).

## En béton précontraint
- Suivant leur longueur et l’intensité des efforts à transmettre, les poteaux peuvent être en béton armé ou en béton précontraint[2].

## En maçonnerie
- Un poteau de maçonnerie est en pierre ou béton, béton armé, ou mixte avec un profil en acier rempli ou entouré de béton.

## Dans les ponts
- Un poteau de pont est une pile.